# Eine Hochzeit mit Folgen
Eine Hochzeit mit Folgen (schwedisch Bröllop, begravning och dop ‚Eine Hochzeit, eine Beerdigung und eine Taufe‘, internationaler Titel Weddings, Funerals and Baptisms) ist eine schwedische Fernsehserie von Colin Nutley. Die erste Staffel wurde ab dem 4. Februar 2019 von TV4 erstausgestrahlt. In Deutschland waren alle Folgen ab dem 18. Oktober 2020 in der Arte-Mediathek verfügbar. Am 17. Dezember 2020 zeigte Arte die komplette Serie, Wiederholungen folgten. 2021 wurde die Geschichte als Kinofilm fortgesetzt, der die Familien Öhrn und Seger durch Herbst und Winter begleitet, von Weihnachtsfeiern bis zu Silvester, was ein Ende des Alten und einen Beginn von etwas Neuem bedeutet.

## Handlung
Für die Hochzeit von Meja und Sunny kommen die Familien der beiden Bräute zusammen. Harmonie herrscht bei Sunnys Familie. Ihr Bruder Damien hält eine Rede, die alle rührt, auch ihre Adoptivmutter Michelle und ihr charmanter Vater Samuel sind durchaus entspannt. Anders bei Mejas Eltern Grace und Carl-Axel. Für Grace läuft es wie immer: Ihr Mann Carl-Axel kommt zu spät. Ihre Mutter Louise stellt sich in den Mittelpunkt und ihr Bruder Valentin, der als Priester auch die Trauung vollzieht, kann die ständigen Zurechtweisungen von der gemeinsamen Mutter nur mit Alkohol ertragen. Es wird getanzt, getrunken und in der überschwänglichen Stimmung hat Grace in einem unbeobachteten Moment Sex mit Samuel.
Mit Anfang fünfzig noch mal schwanger geworden, grübelt Grace ein paar Wochen später darüber nach und ist hin- und hergerissen, ob sie das Recht hat, dieses Kind zu behalten und damit nicht nur ihre eigene Ehe mit Carl-Axel, sondern auch die von Samuel und Michelle aufs Spiel zu setzen. Das Geheimnis, das jeden Tag wächst, wird umso belastender, je länger die Anfang Fünfzigjährige ihren wachsenden Babybauch betrachtet, zumal Samuel, der Konzertpianist war, ein paar Tage zuvor mitten auf der Bühne einen tödlichen Herzinfarkt erlitt. Immer noch hat Grace nicht verraten, wer der Vater ist. Aber als sie bei Samuels Beerdigung eine Treppe hinabstürzt, entfährt es ihrem Bruder Valentin, dem sie sich als einzigem anvertraut hatte, aus Sorge, dass sie schwanger ist. Doch wie sollte es nun weitergehen?

## Kritik
„[…] Immer wieder wird das bürgerliche Familienglück auf die Schippe genommen, bröckelt der Lack von der Fassade. […] Dass Colin Nutley ("Fannys Farm", 1992) das alles nicht zur Klamotte verkommen lässt, sondern ein dialogsicheres Melodram aus der Beobachtung einer besseren Gesellschaft auf dem Lande daraus macht, ist die gute Seite dieser kleinen Serie. Allerdings wirkt die Geschichte etwas zwanghaft in Episoden zerteilt. […] Doch dank eines starken Ensembles aus mehreren Generationen, aber auch weil Nutley seine skrupulösen Figuren zwar mit satirischer Schärfe unter die Lupe nimmt, sie aber nicht an billige Komik verrät, gelingt ihm ein etwas anderer Familienfilm – ein Melodram, das in opulenten Bildern mit feiner Melancholie bürgerlich-konservative Verstocktheit auf die Schippe nimmt.“

„Die Ereignisse sind so übertrieben, als wollte man hier eine Parodie auf Seifenopern und deren bizarren Verwicklungen drehen. Zwischendurch darf man sich schon fragen, ob die Serie nicht versehentlich unter dem Genre Drama einsortiert wurde, das eigentlich als Komödie konzipiert war. Die Serie hätte durchaus Potenzial gehabt und sich nicht in Absurditäten flüchten müssen, um etwas zu erzählen zu haben.“

## Besetzung und Synchronisation
Die deutschsprachige Synchronisation entstand nach dem Dialogbuch und der Dialogregie von Beate Klöckner bei Digital Media Technologie (DMT).
| Figur     | Darsteller            | Deutscher Sprecher   |
| --------- | --------------------- | -------------------- |
| Grace     | Helena Bergström      | Marion Martienzen    |
| Michelle  | Maria Lundqvist       | Traudel Sperber      |
| Carl-Axel | Johan H:son Kjellgren | Achim Buch           |
| Meja      | Molly Nutley          | Leonie Landa         |
| Sunny     | Angelika Prick        | Katharina von Keller |
| Louise    | Marie Göranzon        | Isabella Grothe      |
| Rolf      | Jan Malmsjö           | Manfred Liptow       |
| Valentin  | Andreas T. Olsson     | Patrick Stamme       |
| Conny     | Peter Harryson        | Achim Schülke        |
| Damien    | Jonathan Fredriksson  |                      |
| Schiff    | Alexander Karim       | Daniel Welbat        |
| Samuel    | Philip Zandén         | Joachim Kretzer      |